# 잭 골드스미스

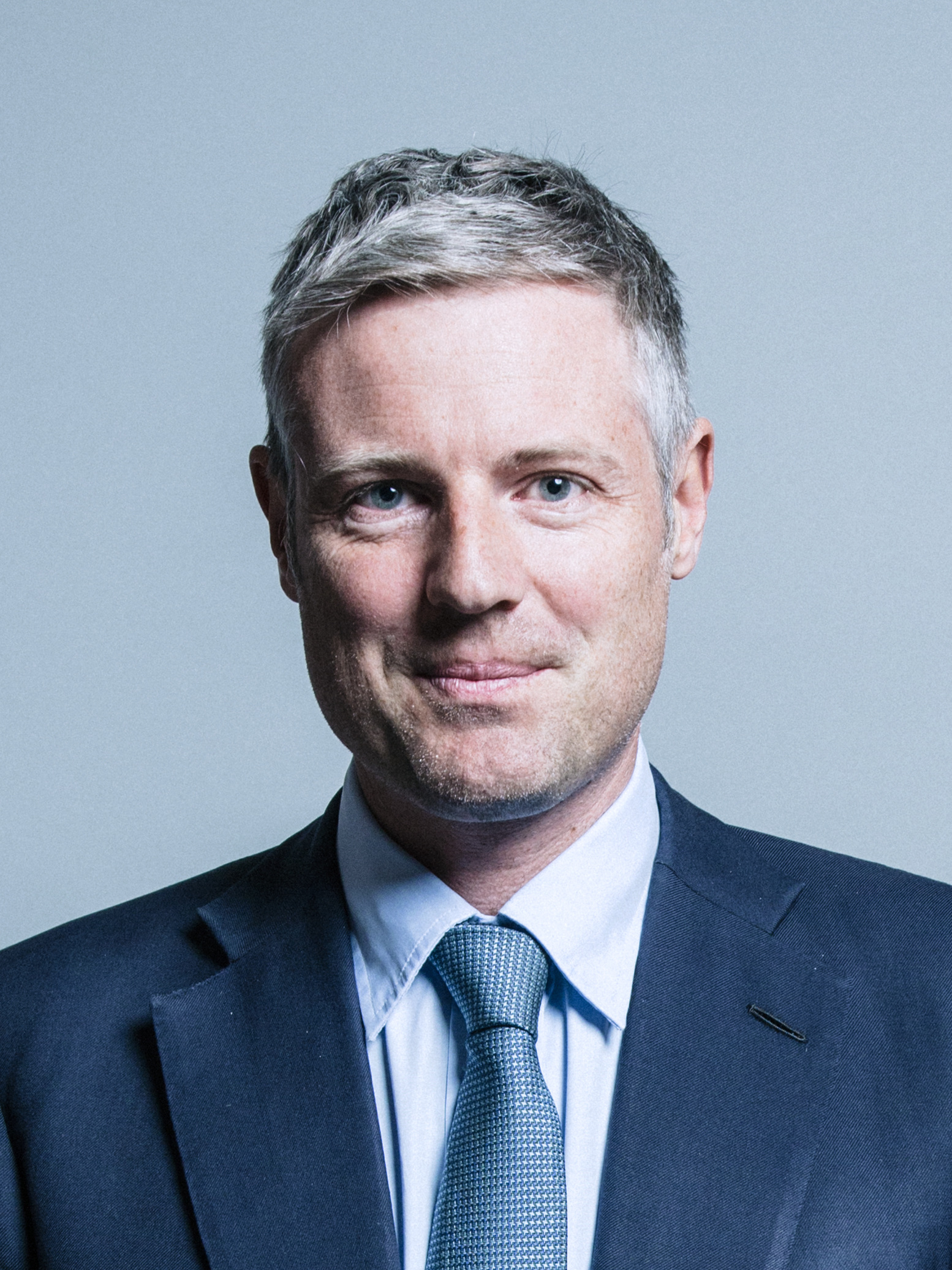

프랭크 재커리어스 로빈 골드스미스(영어: Frank Zacharias Robin Goldsmith, 1975년 1월 20일 ~ )는 영국의 언론인 출신 정치인으로 현재 외무부(태평양) 및 환경부 차관이다. 그는 2010년부터 2016년까지, 2017년부터 2019년까지 리치먼드 파크 선거구의 국회의원을 지냈다. 보수당원인 그는 2016년 런던 시장 선거에 출마했으나 노동당 사디크 칸 후보에 밀려 낙선했다. 정치적으로는 자유주의, 자유지상주의자로 분류되며, 환경주의자 및 지방제도 지지자로도 알려져 있다.
런던에서 억만장자 사업가이자 금융업자인 제임스 골드스미스의 아들로 태어났으며, 이튼 칼리지 및 케임브리지 6학년 학원에서 수학했다. 1998년 삼촌 에드워드 골드스미스가 그를 디 이콜로지스트의 편집장으로 임명했고, 2007년까지 그 직을 맡았다. 2005년 보수당 삶의 질 향상을 위한 정책 모임의 부대표로 임명되었으며, 2007년 공동으로 보고서를 작성했다. 2006년 보수당 "A-리스트"에 등재되어 차기 총선 후보로 물망에 올랐으며, 2007년 3월 당 내 경선에서 리치먼드 파크 선거구에 공천을 받는 데 성공했다. 이후 2010년 총선에서 4,091표차로 당시 자유민주당 소속 현역 의원이었던 수잔 크라머를 꺾고 원내이 입성했다.
2015년 총선에서는 23,015표차로 5년 전보다 약 19,000표 이상 벌어진 격차로 경쟁자를 꺾고 재선에 성공했다. 이후 2016년 런던 시장 선거를 앞두고 보수당의 후보로 선출되었으나, 노동당 사디크 칸 후보에 밀려 낙선했다. 그 해 10월 정부에서 히드로 공항 제3활주로 건설 승인이 허가난 이후 의원직을 사임했으며, 이후 보궐선거에서 무소속 후보로 출마했으나 자유민주당의 사라 올니 후보에 밀려 낙선했다. 하지만 테리사 메이 총리가 2017년 조기 총선을 실시한 이후 보수당으로 복당해 다시 공천을 받았으며, 45표 차로 간신히 원내에 복귀했다.
2019년 7월 27일 환경 및 국제개발부 정무차관으로 임명되었으며, 2019년 9월 10일 차관으로 임명되 내각에 입각했다. 하지만 2019년 총선에서 사라 올니에 밀려 낙선해 차관직을 잃을 뻔했으나, 보리스 존슨 총리가 그에게 일대귀족 직위를 부여함으로서 상원의원이 되었고, 덕분에 차관직을 지킬 수 있었다. 2020년 2월 13일 외무부 차관(태평양)직이 추가되었다.

## 역대 선거 결과
| 선거명      | 직책명                          | 대수 | 정당   | 1차 득표율 | 1차 득표수 | 2차 득표율 | 2차 득표수 | 결과 | 당락                        |
| ----------- | ------------------------------- | ---- | ------ | ---------- | ---------- | ---------- | ---------- | ---- | --------------------------- |
| 2010년 선거 | 하원의원 (리치먼드 파크 선거구) | 55대 | 보수당 | 49.71%     | 29,461표   |            |            | 1위  | 리치먼드 파크 하원의원 당선 |
| 2015년 선거 | 하원의원 (리치먼드 파크 선거구) | 56대 | 보수당 | 58.21%     | 34,404표   |            |            | 1위  | 리치먼드 파크 하원의원 당선 |
| 2016년 선거 | 런던 시장                       | 3대  | 보수당 | 35.03%     | 909,755표  | 43.16%     | 994,614표  | 2위  | 낙선                        |
| 2016년 선거 | 하원의원 (리치먼드 파크 선거구) | 56대 | 무소   | 45.15%     | 18,638표   |            |            | 2위  | 낙선                        |
| 2017년 선거 | 하원의원 (리치먼드 파크 선거구) | 57대 | 보수당 | 45.14%     | 28,588표   |            |            | 1위  | 리치먼드 파크 하원의원 당선 |
| 2019년 선거 | 하원의원 (리치먼드 파크 선거구) | 58대 | 보수당 | 41.18%     | 26,793표   |            |            | 2위  | 낙선                        |